# بنجي أغاديونو
بنيامين أوكيشوكو أغاديونو (ولد في 30 يناير 2000) هو لاعب كرة قدم إنجليزي لعب مؤخرًا مع بارنت.